# Crassostrea virginica
Crassostrea virginica är en musselart som först beskrevs av Gmelin 1791.  Crassostrea virginica ingår i släktet Crassostrea och familjen ostron. Inga underarter finns listade i Catalogue of Life.

## Bildgalleri

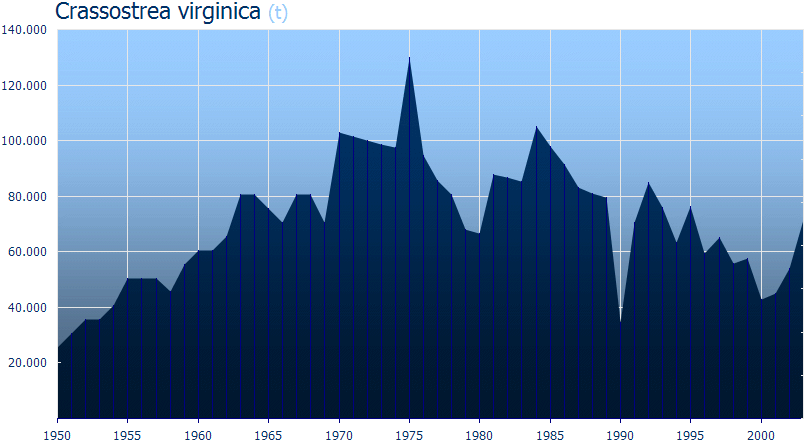
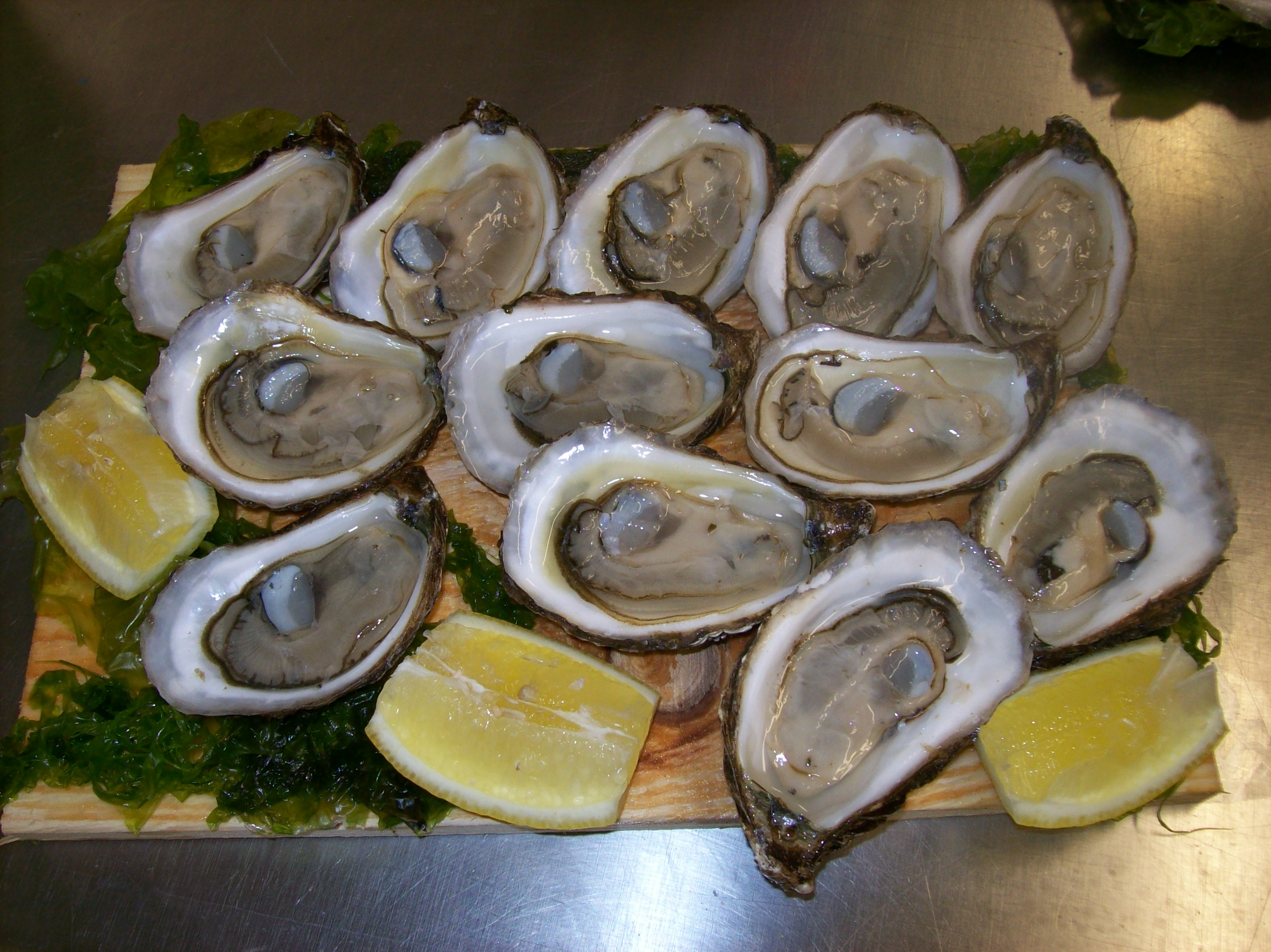